# Seliza lignarius
Seliza lignarius är en insektsart som först beskrevs av Walker 1851.  Seliza lignarius ingår i släktet Seliza och familjen Flatidae. Inga underarter finns listade i Catalogue of Life.